# Gran Redada

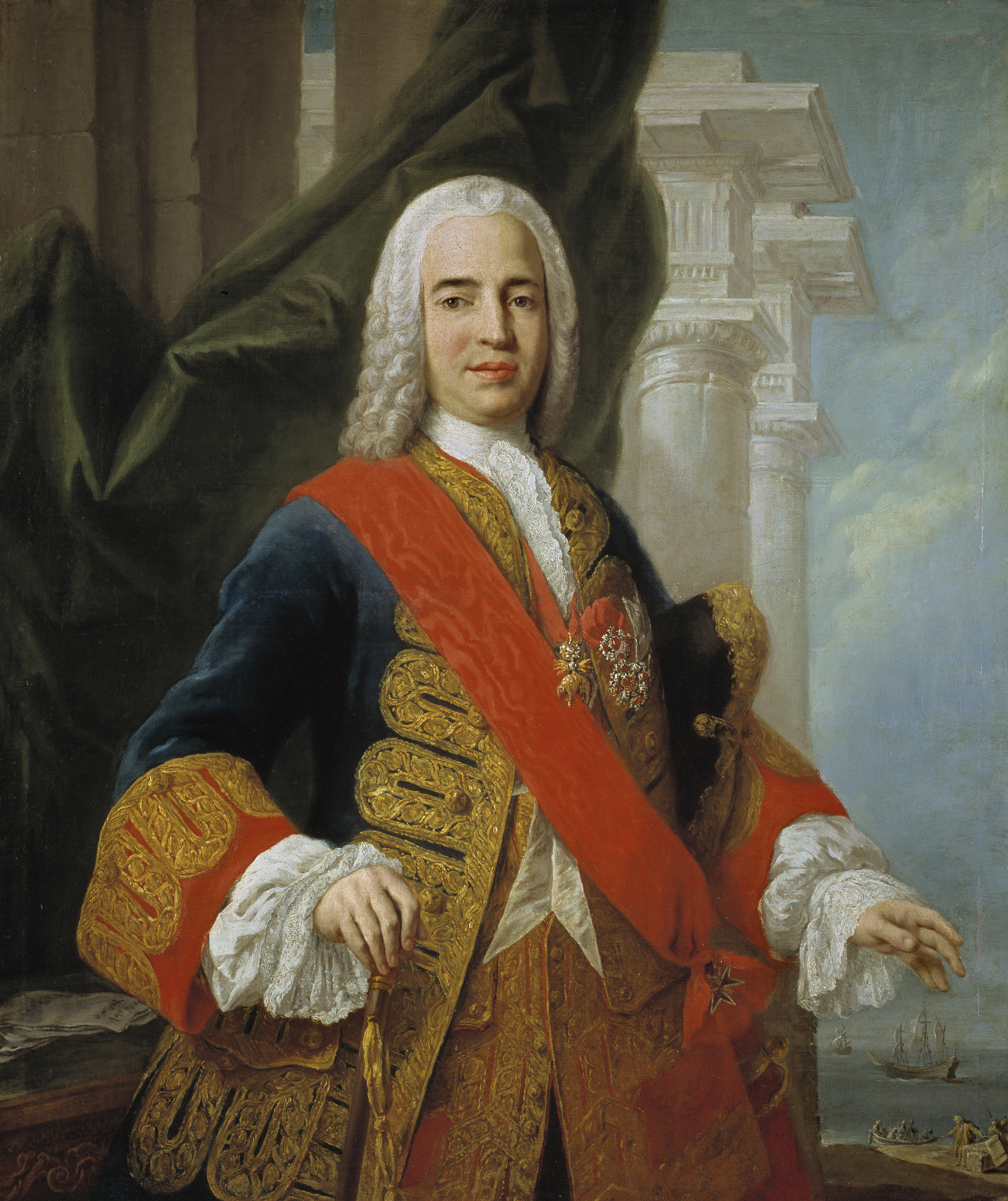
Retrato del marqués de la Ensenada

La Gran Redada, conocida oficialmente como Prisión general de gitanos, fue el intento de exterminio de los gitanos que vivían en España en 1749. El proyecto, ideado y dirigido por el marqués de la Ensenada, ministro del rey Fernando VI, consistía en recluir separadamente a los hombres y a las mujeres gitanos para que no pudieran reproducirse y conseguir así su extinción. Se inició en la madrugada del 31 de julio de 1749 y prosiguió durante los días siguientes. Hubo una segunda fase a partir de la tercera semana de agosto en Cataluña y en algunas localidades a donde no había llegado la orden inicial de prisión, especialmente Málaga, Cádiz y Almería. Manuel Ángel del Río Ruiz lo ha calificado como un proyecto de «disolución y de exterminio cultural», mientras que José Luis Gómez Urdáñez lo ha considerado como un proyecto genocida. Antonio Domínguez Ortiz ya lo había afirmado en 1976: «Ensenada planeó un verdadero genocidio».
Aunque no alcanzó su objetivo de acabar con la población gitana, el daño causado por la «Gran Redada» fue, según Manuel Martínez Martínez, «incalculable, pues causó una profunda brecha entre ambas comunidades [gitanos y no gitanos] y acentuó la pobreza y la marginalidad de una colectividad étnica que prácticamente en su totalidad se hallaba asentada y en proceso de completa integración». Una valoración similar sostiene Teresa San Román, que afirma que la «Gran Redada» provocó la ruptura traumática de los vínculos entre «castellanos» y gitanos, especialmente desde la perspectiva de estos últimos, que vieron traicionados sus esfuerzos de integración.

## Antecedentes
Aunque poco después de su llegada a la península ibérica, que se suele situar en torno a 1425, los gitanos fueron bien acogidos porque se presentaron como «peregrinos cristianos» perseguidos para poderse mover libremente en grupos de entre cincuenta y cien personas, pronto fueron objeto de «mecanismos de sistemática exclusión y arbitrario control social» con el «propósito de limitar sus movimientos y asentamientos, así como neutralizar la competencia entre gitanos y no gitanos en ciertos nichos laborales». Esta política culminó con la orden de expulsión por los Reyes Católicos en 1499, que fue renovada por Felipe II en 1537 y por Felipe III en 1619.

«Mandamos a los egipcianos que andan vagando por nuestros reinos y señoríos con sus mujeres e hijos, que del día que esta ley fuera notificada y pregonada en nuestra corte, y en las villas, lugares y ciudades que son cabeza de partido hasta sesenta días siguientes, cada uno de ellos viva por oficios conocidos, que mejor supieran aprovecharse, estando atada en lugares donde acordasen asentar o tomar vivienda de señores a quien sirvan, y los den lo hubiese menester y no anden más juntos vagando por nuestros reinos como lo facen, o dentro de otros sesenta días primeros siguientes, salgan de nuestros reinos y no vuelvan a ellos en manera alguna, so pena de que si en ellos fueren hallados o tomados sin oficios o sin señores juntos, pasados los dichos días, que den a cada uno cien azotes por la primera vez, y los destierren perpetuamente destos reinos; y por la segunda vez, que les corten las orejas, y estén sesenta días en las cadenas, y los tornen a desterrar, como dicho es, y por la tercera vez, que sean cautivos de los que los tomasen por toda la vida.»
Real Pragmática de 1499, fechada en Medina del Campo, Novísima Recopilación, Libro XII, título XVI .

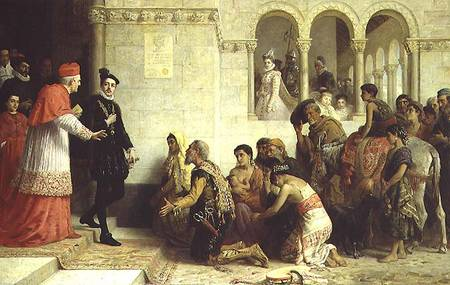
Cuadro histórico de Edwin Long de 1872 que representa a un grupo de gitanos suplicando no ser expulsados.

Un antecedente de la «Gran Redada» se produjo durante el reinado de Felipe II, cuando una vez instaurada en 1539 la pena de galeras para los gitanos, se decidió reponer los remeros perdidos tras la batalla de Lepanto (7 de octubre de 1571), a través de una leva general, en la que se hizo especial incidencia en la captura de todos los gitanos varones que fueran aptos para empuñar un remo. Desarrollada la redada en el invierno de 1571-1572, se ordenó sirvieran como forzados sin sueldo los que no estaban avecindados, y como buenas boyas con un pequeño sueldo los que lo estaban. La cantidad total de gitanos debió alcanzar las trescientas personas, si bien sólo algo menos de cien fueron a parar a galeras ante las dudas de muchas autoridades municipales y de las numerosas súplicas de los mismos condenados. Posteriormente, en 1637, los bancos de galeras requerirían de más remeros ante las nuevas necesidades bélicas, por lo que de nuevo se acordó llevar a cabo una redada a gran escala para capturar al mayor número posible de varones gitanos. Señalado el 19 de diciembre de 1639, al menos medio millar de ellos fueron presos, y enviados a galeras unos doscientos.

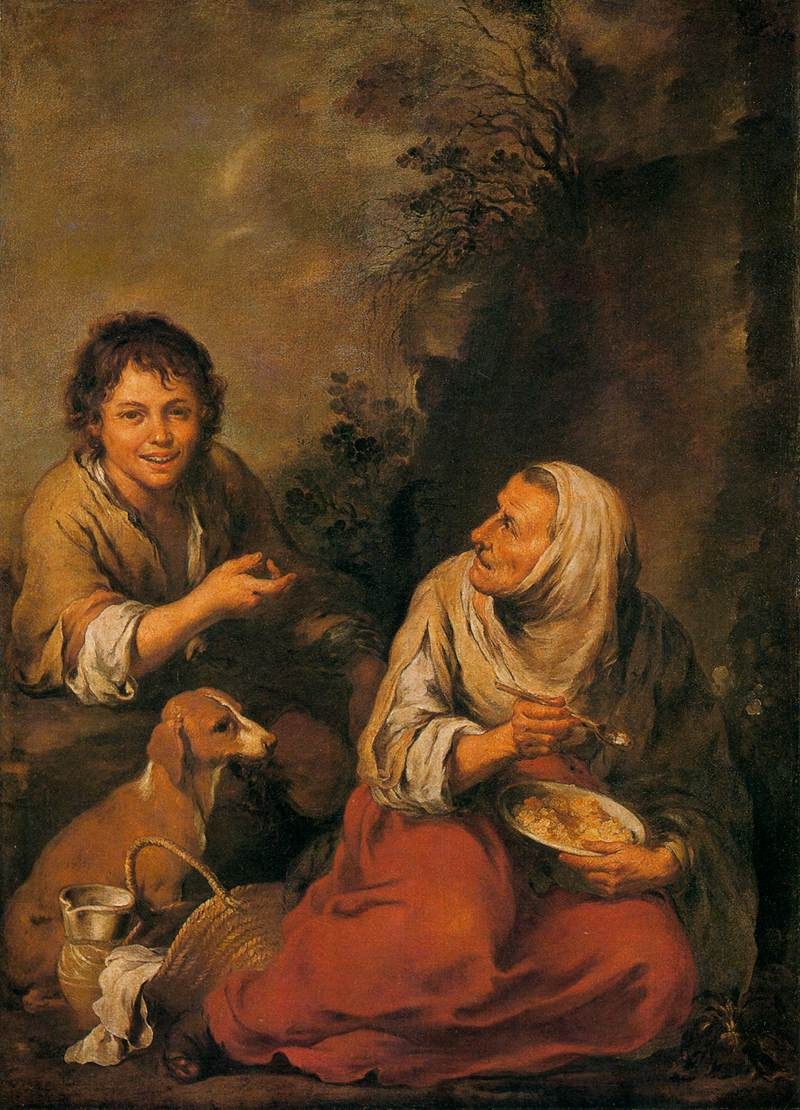
Cuadro Vieja gitana con niño de Bartolomé Esteban Murillo (mediados del).

En los siglos XVI y XVII, especialmente en este último, abundaron las órdenes para limitar los movimientos y los asentamientos de los gitanos. La medida más radical fue su expulsión del Reino de Navarra, dictada en 1628. Todo ello se enmarcaba en la lucha contra la llamada «plaga social del vagabundeo», que también se daba en otros lugares de Europa donde las comunidades rom, denominadas de diversas formas (zíngaros, gitanos, egipcios, bohemios, etc.) eran encasilladas entre los «vagabundos de raza», siendo acusados sus miembros de «depredadores de lo ajeno», de «vagos», de violadores de los preceptos cristianos al casarse entre congéneres, a lo que hay que sumar las acusaciones de hechicería, canibalismo y rapto de niños. Sin embargo, habría que distinguir entre los gitanos itinerantes, rechazados y perseguidos ―su forma de vida «nómada» se consideraba predelictiva―, y los gitanos sedentarizados, «tolerados de alguna manera, aunque su reconocimiento siempre fuera precario y sujeto a imprevisibles arbitrariedades». De hecho se dieron casos de convivencia «interétnica» en algunas localidades, especialmente en Andalucía, donde residían unos 8000 «gitanos caseros» en el siglo XVII.
Para acabar con el «vagabundeo» de los gitanos una orden de 1717 del nuevo rey borbón Felipe V les obligó a residir en cuarenta y un municipios (seis de ellos en Andalucía: Córdoba, Jaén, Úbeda, Antequera, Ronda y Alcalá La Real), lo que tuvo un efecto paradójico pues obligó a los gitanos que vivían en otras localidades no incluidas en la lista ―y que por tanto ya estaban arraigados― a abandonarlas. «Contra lo que se creía, las leyes anteriores no habían sido tan ineficaces. Había muchos gitanos avecindados, sobre todo en el sur, conviviendo sin problemas desde hacía tiempo y ejerciendo profesiones necesarias como la de herreros, trujaleros de aceite, incluso panaderos o carpinteros y, desde luego, albéitares (curanderos de animales)». Por esta razón años más tarde se permitió que los gitanos pudieran permanecer en aquellos lugares en donde llevaran viviendo más de diez años, algo no siempre fácil de certificar. En 1745, ya con el marqués de la Ensenada en el gobierno, se aprobó que a los gitanos que fueran encontrados fuera de los términos de los cuarenta y un municipios en los que se les había obligado a avecindarse «sea lícito hacer sobre ellos armas y quitarlos la vida» ―hasta entonces a los gitanos la pena de muerte solo se había aplicado a los «acuadrillados» que llevaran armas de fuego―.
En realidad Felipe V se limitó a continuar con las políticas antigitanas aplicadas por los monarcas anteriores de la Casa de Austria. La visión que se tenía de que los gitanos constituían «un cuerpo enquistado en la sociedad española» se puso de manifiesto en la consulta emitida en 1723 por la Junta de Gitanos creada por Felipe V para abordar el problema. Según Antonio Domínguez Ortiz, la consulta describía a los gitanos «como gente refractaria a toda idea y práctica religiosa, como ladrones públicos y salteadores de caminos; sus mujeres entraban en los pueblos, unas con el pretexto de mendigar, otras con el de mirar las rayas de las manos y decir la buena ventura, a estafar y robar; su moral sexual era nula: las viejas se dedicaban al lenocinio y sacaban con engaños a las doncellas de las casas de sus padres, llevándolas en cuadrillas, donde muchas se adaptaban a su vida licenciosa. Sólo entraban en los templos para profanarlos y acogerse al seguro de su recinto a fin de disfrutar el producto de sus latrocinios».

## El plan de extinción de los gitanos

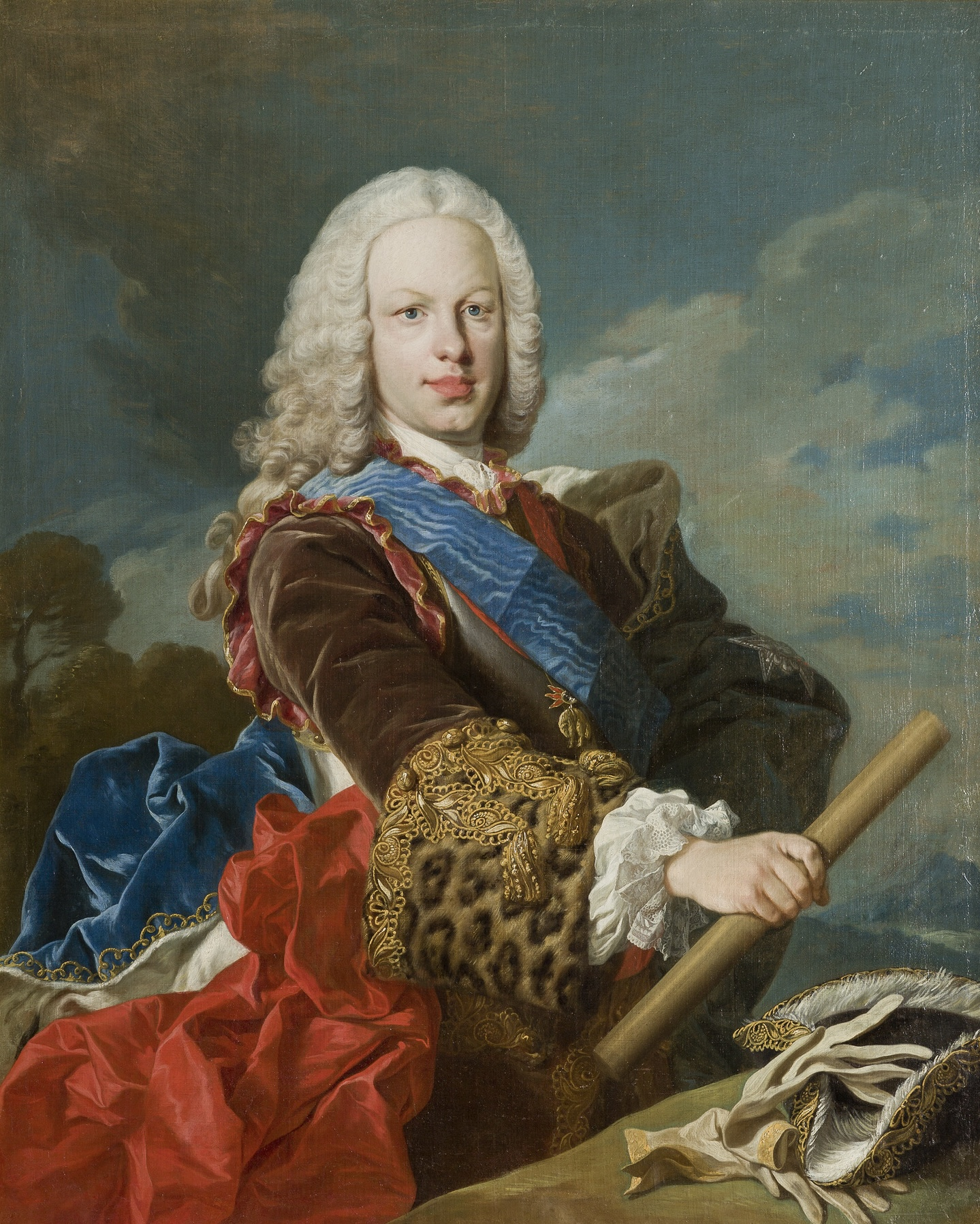
Fernando VI, bajo cuyo reinado se fraguó la Gran Redada.

La idea del marqués de la Ensenada de que la única solución al problema gitano era la expulsión se encontró con un obstáculo: el asilo en sagrado al que se acogían los gitanos refugiándose en las iglesias cuando iban a ser detenidos. Así que recurrió a su buen amigo el cardenal Valenti, nuncio en España, quien consiguió que en abril de 1748 el papa Benedicto XIV concediera la extracción del sagrado bajo determinadas condiciones. Inmediatamente el Consejo de Castilla, a propuesta de Ensenada, acordó el arresto masivo de los gitanos para «sacarlos de España y enviarlos divididos en corto número a las provincias de América, donde se les diese qué trabajar con utilidad en reales fábricas y minas». Para obtener la autorización del rey Fernando VI el presidente del Consejo, Gaspar Blázquez Tablada, ganado para la causa de la expulsión por el marqués de la Ensenada, utilizó el siguiente argumento: 

Siempre he tenido por borrón de la soberanía, especialmente de un rey tan santo, justo y piadoso como el que al presente Dios nos ha concedido a los españoles, disimular o sufrir que entre sus fieles y católicos vasallos se mantengan los que llaman gitanos, gente que vive del robo, sacrilegio y otros delitos que cada uno merece un severo castigo; y aunque ha mucho tiempo se mantiene en España esta gente viviendo comúnmente acuadrillados sin que haya podido la industria de la justicia y repetidos mandatos de los reyes extirpar tan mala y perjudicial semilla.

Sin embargo, al conocerse el fracaso del vecino Reino de Portugal en su proyecto de expulsión de sus «ciganos», se descartó la extirpación de los gitanos mediante su envío a América y se optó por su «exterminio biológico» mediante la prisión general. Para conseguir la aprobación de Fernando VI Ensenada consiguió el apoyo del confesor del rey, el jesuita Francisco Rávago, que utilizó el argumento de que Dios se alegraría «si el rey lograse extinguir esta gente».
Conseguida la aprobación del rey, Ensenada puso en marcha un gran operativo minuciosamente preparado como lo atestigua un documento que entregó el marqués al rey. Para alcanzar el objetivo de conseguir la extinción de los gitanos, se decía en el papel: «es menester saber los pueblos en que están y en qué número. La prisión ha de ser en un mismo día y a una misma hora. Antes se han de reconocer los puntos de retirada para apostarse en ellos tropa. Los oficiales que manden las partidas han de ser escogidos por la confianza y el secreto, en el cual consiste el logro y el que los gitanos no se venguen de los pobres paisanos». En el preámbulo de las instrucciones dadas a las autoridades locales se les informaba de que «no habiendo llegado el deseado católico fin de S. M. todas las disposiciones y órdenes que se han dado para contener el vago y dañino pueblo que infecta a España de gitanos, a su cumplimiento continuado en sus feos delitos y perturbando el sosiego del país. Siendo preciso remedio que debáis curar tan grave enfermedad, es el único, exterminarlos de una vez».

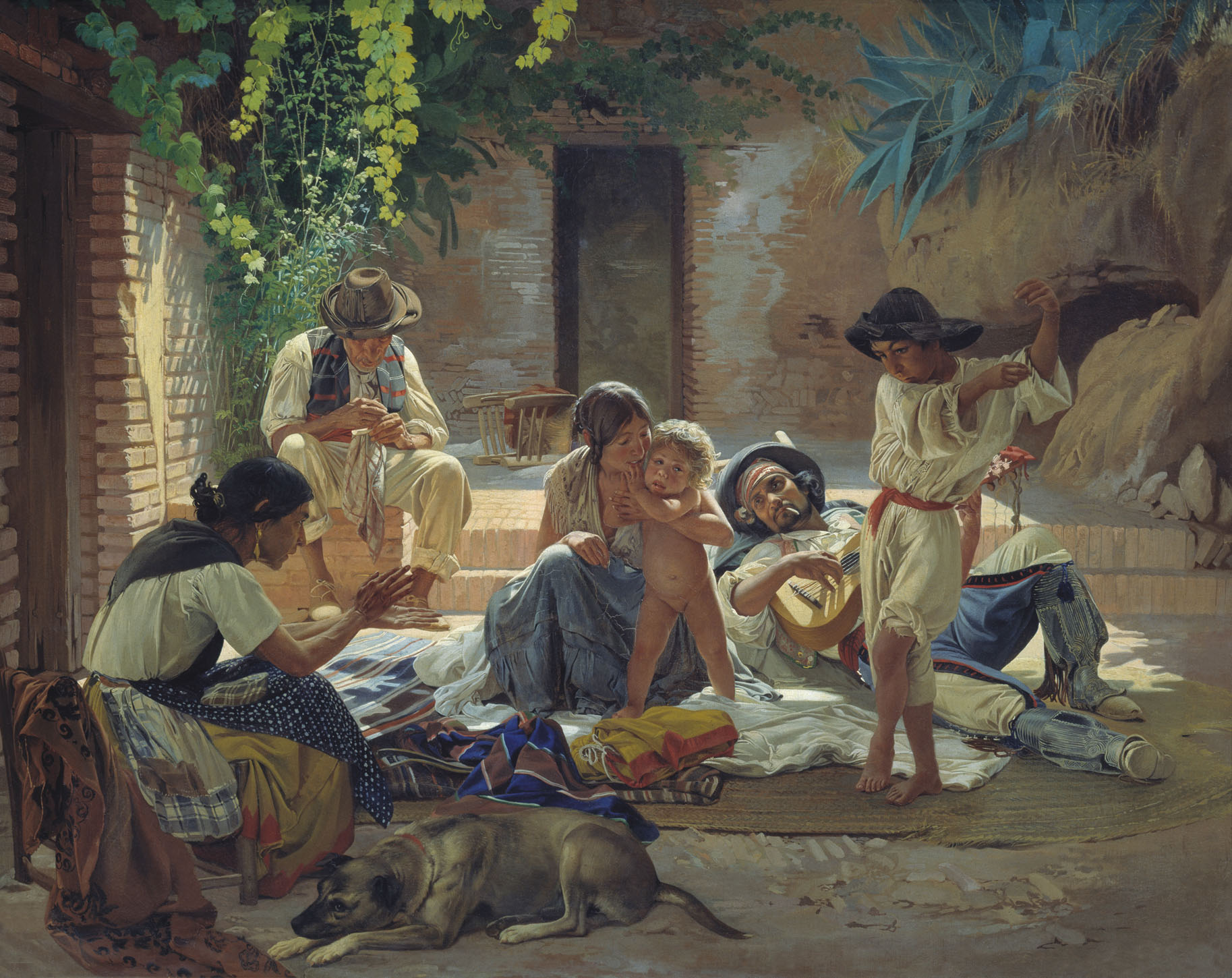
Cuadro del pintor ruso Evgraf Sorokin que retrata a una familia gitana española (1853). Responde al estereotipo gitano forjado por el romanticismo en el siglo XIX.

La organización se llevó a cabo en secreto, dentro del ámbito del Despacho de Guerra. Esta institución del Estado absolutista preparó instrucciones muy detalladas para cada ciudad, que debían ser entregadas al corregidor por un oficial del ejército enviado al efecto. La orden era abrir esas instrucciones en un día determinado, estando presente el corregidor y el oficial, para lograr la simultaneidad de la operación. También se prepararon instrucciones específicas para cada oficial, que se haría cargo de las tropas que debían llevar a cabo el arresto. Ni el oficial, ni las tropas conocían hasta el último momento el objetivo de su misión. Ambas órdenes iban introducidas en un sobre, al que se añadió una copia del decreto del nuncio e instrucciones para los obispos de cada diócesis. Esos sobres se remitieron a los capitanes generales, previamente informados, que escogieron a las tropas en función de la ciudad a la que debían dirigirse.
Las instrucciones estipulaban que, tras abrir los sobres, se mantendría una breve reunión de coordinación del ejército y las fuerzas de orden público locales (alguaciles, etc.). Se sabe que en Carmona, por ejemplo, se estudió la operación sobre el plano de la ciudad, cortando las calles para evitar una posible huida. Tras los arrestos, se cruzaron los datos de los detenidos con los del censo de la ciudad y se interrogó a los detenidos sobre el paradero de los ausentes, que fueron arrestados mediante requisitoria a los pocos días.
Tras el arresto, los gitanos deberían ser separados en dos grupos: todos los hombres mayores de siete años en uno, y las mujeres y los menores de siete años en otro. A continuación, y según el plan, los primeros serían enviados a trabajos forzados en los arsenales de la Marina, y las segundas ingresadas en cárceles o fábricas. Los arsenales elegidos fueron los de Cartagena, Cádiz y Ferrol, y más tarde las minas de Almadén, Cádiz y Alicante entre otras, así como también algunas penitenciarías del norte de África. Para las mujeres y los niños se escogieron las ciudades de Málaga, Valencia y Zaragoza. Las mujeres tejerían y los niños trabajarían en las fábricas, mientras los hombres se emplearían en los arsenales, necesitados de una intensa reforma para posibilitar la modernización de la Armada Española, toda vez que las galeras habían sido abolidas en 1748.
El traslado sería inmediato, y no se detendría hasta llegar al destino, quedando todo enfermo bajo vigilancia militar mientras se recuperaba, para así no retrasar al grupo. La operación se financiaría con los bienes de los detenidos, que serían inmediatamente confiscados y subastados para pagar la manutención durante el traslado, el alquiler de carretas y barcos para el viaje y cualquier otro gasto que se produjera. Las instrucciones, muy puntillosas en ese sentido, establecían que —de no bastar ese dinero— el propio rey correría con los gastos.

## La ejecución del plan
Los mandos militares, los corregidores y las justicias locales abrieron los pliegos que contenían las instrucciones el 30 de julio de 1749, siguiendo las órdenes recibidas de hacerlo «no antes, ni después». «Formadas las partidas con las instrucciones y los listados de las personas sobre las que se debía de actuar, dio comienzo la operación a las doce de la noche del 30 de julio de 1749, momento en que se prendió y sacó de sus hogares a todos los gitanos y gitanas para separarlos a continuación por sexos, y conducirlos hasta nueva orden, a los lugares de reclusión previstos. En Andalucía los hombres a La Carraca y las mujeres a la Alcazaba de Málaga». Fue el inicio de la que sería conocida como la «Gran Redada», un proyecto de «disolución y de exterminio cultural», según Manuel Ángel Río Ruiz. Un proyecto genocida, según José Luis Gómez Urdáñez.

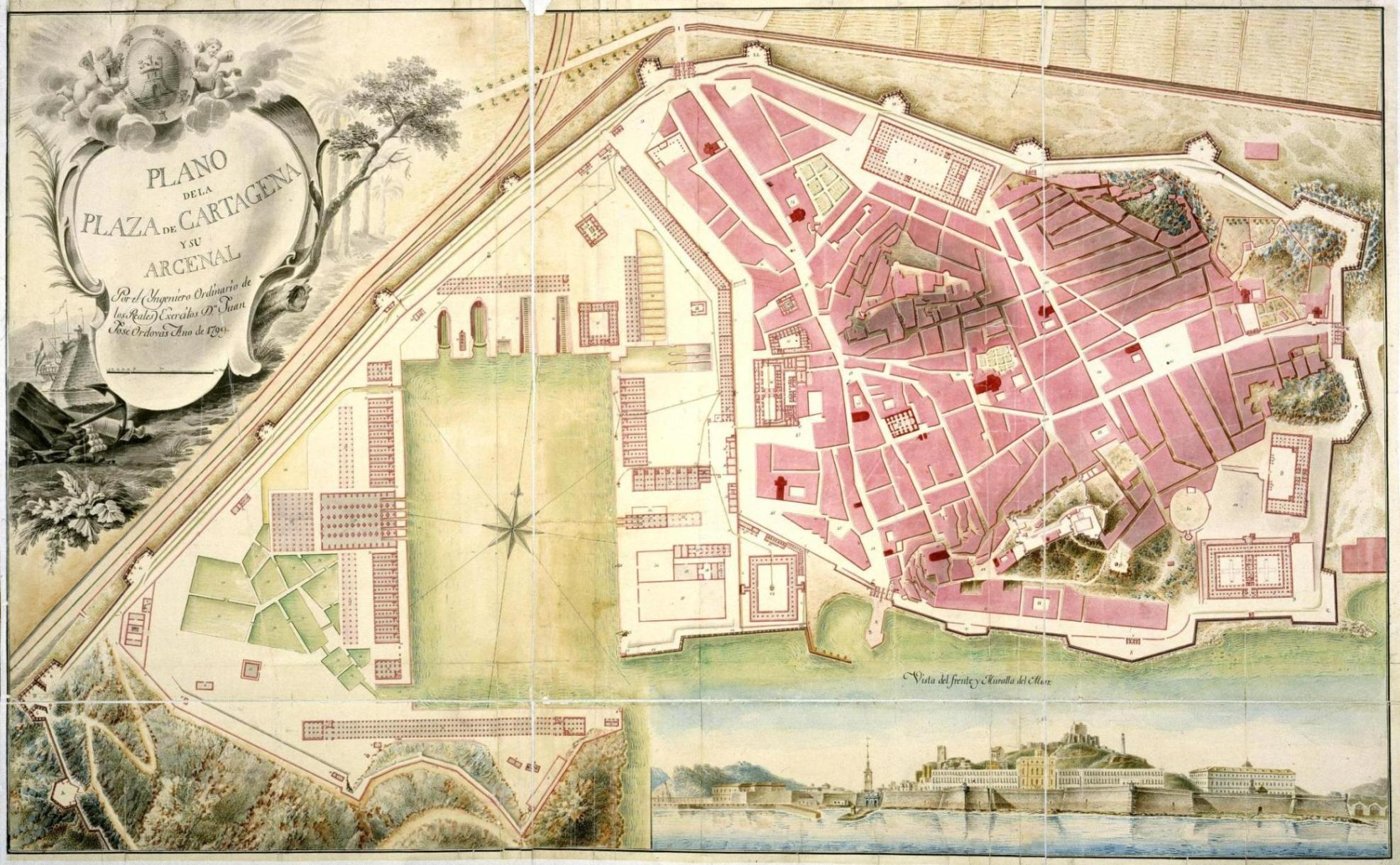
Plano de 1799 de la ciudad de Cartagena (derecha) y de su Arsenal (izquierda). Fue uno de los destinos de los varones gitanos y de los niños mayores de siete años.

El 31 de julio y en los días posteriores fueran sacados de sus casas o de sus asentamientos unos 9000 gitanos y gitanas de todas las edades ―más de la mitad en Andalucía―, que se sumaron a los alrededor de 3000 que ya se encontraban en prisión. En general solo ofrecieron resistencia cuando se procedió a separar a las familias: las mujeres, las niñas y los niños menores de siete años, por un lado; los varones y los niños mayores de siete años por otro. Los incidentes más serios se produjeron en las iglesias cuando los gitanos pretendieron acogerse al asilo en sagrado como habían hecho en otras ocasiones, desconociendo que el Papa había anulado ese derecho. En ocasiones las autoridades tuvieron dificultades para determinar si tal o cual persona era «gitana», incurriendo en arbitrariedades como la de considerar «gitanos» «a los que ejercitan en los oficios de herrería y cerrajería» como le ocurrió a un maestro cerrajero de Arcos de la Frontera o como en el caso de un herrador de Bujalance, aunque finalmente la justicia del lugar atestiguó que era un «cristiano viejo de buena familia». Los bienes de los gitanos ―los que se pudieron hallar― fueron subastados para sufragar la operación, aunque no fueron suficientes y hubo que recurrir a los fondos de la Real Hacienda.
«En el sur los gitanos tuvieron muchos valedores. Algunos encontraron protección del alcalde o de los notables de sus pueblos, incluso del cura; otros pagaron a un escribano la redacción de un petición al rey solicitando que interviniera contra la injusticia. Muchos fueron escondidos incluso en casas de nobles, otros se hicieron pasar por payos, hubo niños disfrazados de niñas para evitar que los separaran de las madres». En Sevilla, donde consta que noventa de los deportados trabajaban en la fábrica de tabacos, se creó un cierto estado de alarma cuando se ordenó cerrar las puertas de la ciudad y los habitantes se enteraron de que el ejército rodeaba la población. La recogida de los gitanos dio lugar a disturbios que se saldaron con al menos tres fugitivos muertos. En otros lugares, los propios gitanos se presentaron voluntariamente ante los corregidores, creyendo tal vez que acudían a resolver algún asunto relacionado con su reciente reasentamiento. 
Diversas cifras se han barajado para computar el efecto de la medida adoptada en 1749. El análisis de los documentos existentes hasta el 4 de octubre de ese año arroja la cifra de 7760 gitanos capturados, a los que se deben añadir todas las personas que fallecieron, lograron huir y las que quedaron libres antes de ser computadas, como también todos aquellos que se capturaron en localidades que no fueron incluidas en primera instancia —algo más de mil gitanos—, por lo que se estima una cifra aproximada a las 9000 personas, cantidad que coincide con la que Campomanes dio en su día, seguramente por haber manejado esta misma documentación.

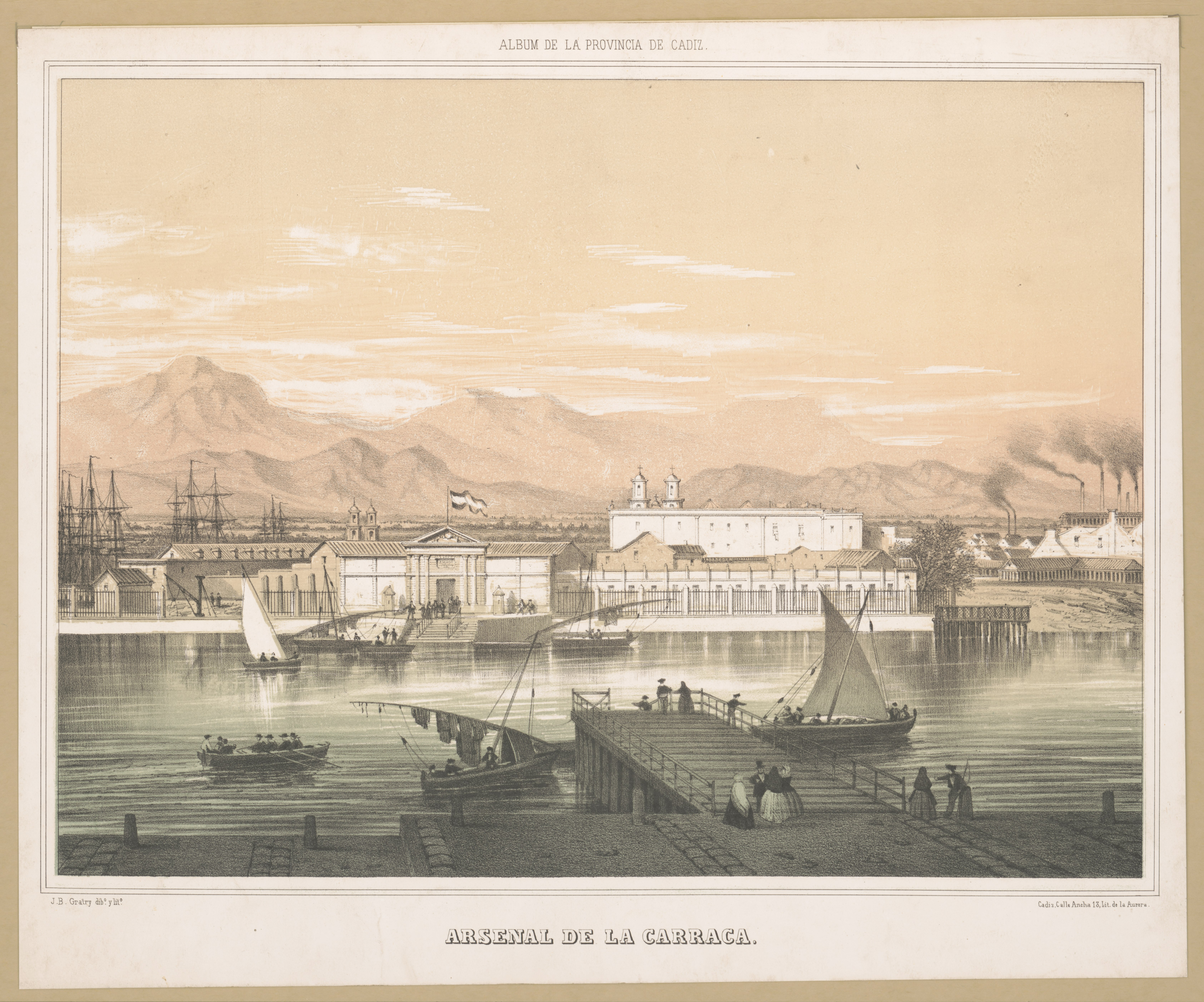
Arsenal de La Carraca (Cádiz), a donde fueron llevados varios miles de varones gitanos y de niños mayores de siete años.

La meticulosa organización de los arrestos contrasta con la imprevisión y el caos en que se convirtió el traslado y el alojamiento, sobre todo en las etapas intermedias de los viajes. Se reunió a los gitanos en castillos y alcazabas, e incluso se vaciaron y cercaron barrios de algunas ciudades para alojar a los deportados (por ejemplo, en Málaga). Ya en su destino, las condiciones de hacinamiento resultaron ser especialmente terribles, pues por lo general incluían el uso de grilletes. La envergadura del proyecto se mostró muy por encima de los medios disponibles en aquella época, ya que se carecía de los necesarios recursos económicos y humanos para completarlo. Además, muchas partidas se formaron improvisadamente, y no tuvieron bien definido cuál era el objetivo, aun cuando los padrones de gitanos se hallaban incompletos, hecho que hizo surgir numerosas dudas desde un primer momento, por no saber si había de procederse contra todos los gitanos en general, o bien había que hacer excepciones con aquellos que poseían estatutos de cristianos viejos o formaban matrimonios mixtos. El Consejo de Castilla, desbordado por el aluvión de interrogantes que desde todos los rincones de la península fueron llegando, tuvo que dilucidar sobre todo esto y sobre lo que había de practicarse con aquellos que se hallaban en otros destinos penitenciarios, dilema que se resolvió al ordenar mantenerlos presos tras haber cumplido su condena. Además, las protestas de los gitanos que poseían un estatuto de castellanía o de una vecindad consolidada de muchos años atrás, consiguieron que se dispusiera la libertad de los «que antes de recogerlos hubieren tenido ejecutorias del Consejo u otros formales declaraciones para no ser considerados como tales», medida que acabó haciéndose extensible al resto de las familias de los implicados, rompiendo el carácter universal de la redada y abriendo un nuevo proceso que se centró en un replanteamiento dirigido hacia presupuestos muy diferentes del proyecto original.
Según la documentación conservada, la actitud de los no gitanos fue variable. Desde la colaboración y la denuncia hasta la petición de misericordia al Rey por parte de ciudadanos «respetables» (en el caso de Sevilla), lo que es una muestra del variado grado de integración que tenía la población gitana de entonces.
En las instrucciones enviadas no se mencionaba a los «gitanos»; la palabra estaba prohibida por pragmáticas anteriores, en virtud de los ideales unificadores de la Ilustración. La pragmática básicamente describía sus actividades. Eso permitiría a algunos corregidores ordenar que no se molestara a determinada familia por estar arraigados en el vecindario y tener oficio conocido. Asimismo, no se detuvo a las mujeres gitanas casadas con un no gitano (si bien hubo excepciones), apelándose al fuero del marido, lo que implicaba que los gitanos casados con no gitanas sí serían deportados junto con sus mujeres e hijos. Se dispuso la horca para los fugados, si bien parece que las autoridades locales se negaron a cumplir esa orden, en parte por las decisiones de revisión de casos que veremos a continuación, en parte por considerarla injustificada.

## El fracaso de la «Gran Redada»

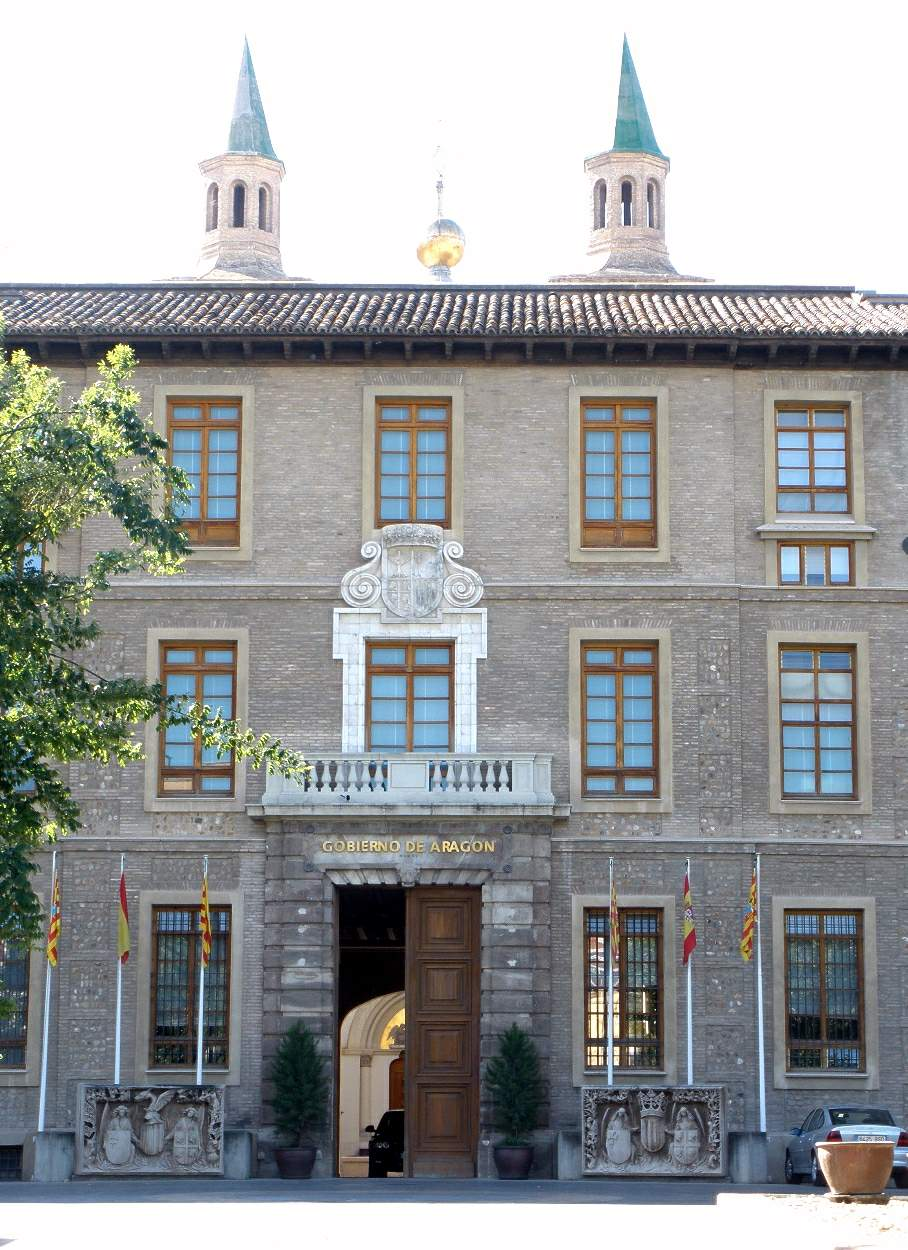
Casa de Misericordia de Zaragoza, donde fueron recluidas unas 650 mujeres gitanas con sus hijos, enviadas desde Málaga porque en su Alcazaba ya no cabían más. Fue uno de los lugares donde las protestas de las recluidas fueron más notorias.

A mediados de agosto Ensenada se lamentaba de no «haberse logrado la prisión de todos». Además le llegaban noticias de alborotos en los arsenales y de gitanos que habían huido, por lo que reiteró sus instrucciones de que «en todas partes se solicite y asegure la prisión de los que hubiesen quedado» para conseguir el encarcelamiento de todos «los avecindados y vagantes de estos Reinos, sin excepción, de sexo, estado ni edad».Asimismo, tenía que responder a las quejas que le llegaban de los gobernadores de los arsenales y de los alcaides de las casas de misericordia, completamente hacinadas. El gobernador del arsenal de Cartagena le escribió que había tenido que encadenar a las viejas galeras a los seiscientos gitanos que le habían enviado y que no había sitio para más. Lo mismo le comunicó el gobernador del arsenal de la Carraca que había tenido que instalar en los almacenes a los mil hombres que le habían llegado y le pedía que no le enviaran más ―temía un motín que finalmente se produjo el 7 de septiembre―, pero a pesar de las quejas continuaron las remesas de gitanos. El cónsul francés en Cádiz comunicó a su gobierno que la situación allí era insostenible. En Málaga no fue suficiente el recinto de la Alcazaba para albergar a las más de mil mujeres con sus hijos que fueron enviadas allí, por lo que una parte de ellas ―unas 650― fueron llevadas a la Casa de Misericordia de Zaragoza. Allí no dejaron de protestar rasgando las ropas que les dieron ―iban «las más de ellas en cueros»―, rompiendo la vajilla y el mobiliario y burlándose de los que las custodiaban, incluido el alcaide. También se produjeron grandes y repetidas evasiones, muchas veces con éxito. Además, con la ropa que habían desagarrado taponaron los pozos negros de la Casa.

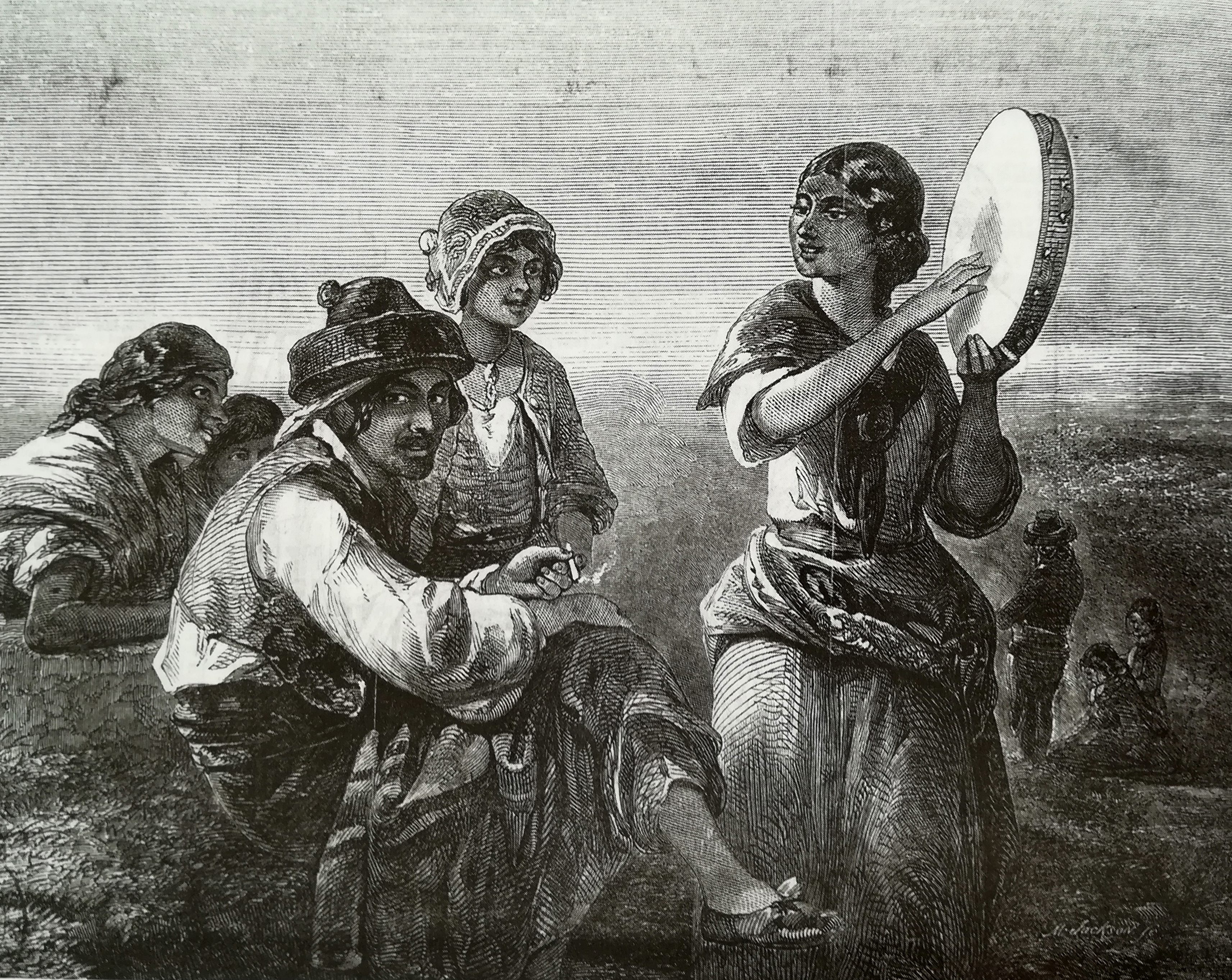
Grabado que representa un grupo de gitanos andaluces (1854). Responde al estereotipo gitano romántico forjado en el siglo XIX.

Para evaluar el estado de la operación se reunió una Junta el 7 de septiembre bajo la supervisión del confesor del rey Francisco Rávago. Allí Ensenada declaró que «falta lo principal, que es darles destino con que se impidan tantos daños y extinga si es posible esta generación» y disfrazó su fracaso, del que culpó a las justicias, a la «indiscreta inteligencia» y al «mal fundado concepto de los ejecutores», proponiendo una medida de perdón.En consecuencia el 27 de octubre se emite una Instrucción en la que se dice que «Su Majestad solo ha querido desde el principio recoger los perniciosos y mal inclinados…»por lo se ordena que sean liberados los gitanos que acreditaran un «buena» forma de vida. El resto, en aplicación del capítulo sexto de la «Real Orden para la prisión de gitanos», seguirían recluidos en los arsenales (los varones mayores de siete años considerados útiles) y en las casas de misericordia (las mujeres, las niñas y los niños menores de siete años hasta cumplir esa edad en que serían enviados a los arsenales).A pesar de la «benigna» Instrucción el marqués de la Ensenada siguió con su plan de evitar la «procreación» «de tan malvada raza» restringiendo la salida de los hombres en edad de trabajar y recluyendo a las mujeres en establecimientos de beneficencia. De hecho en la Instrucción incluyó un nuevo caso al que se le podía aplicar la pena de muerte: «al que huyere, sin más justificación, se le ahorcará irremisiblemente».
La mayor parte de las liberaciones en aplicación de las nuevas instrucciones de octubre de 1749 se produjeron en las cuatro semanas siguientes, disminuyendo su ritmo hasta que en marzo tuvieron lugar las últimas. «No fueron muchos los que lo consiguieron».Sin embargo, algunas autoridades como el intendente de Granada solicitaron la puesta en libertad de las mujeres y niños que todavía permanecían en su ciudad porque, sin familia y sin medios económicos no habían conseguido «justificar lo necesario para su libertad» y porque ya habían tenido suficiente «escarmiento para en lo sucesivo».Se sabe que en 1754, cinco años después de la redada, había 470 mujeres en Valencia y 281 hombres en Cartagena.

## El indulto
La resistencia que ofrecieron los gitanos a trabajar en los arsenales ―hicieron huelgas de brazos caídos a pesar del riesgo que corrían de que se les aplicaran grilletes o cepos o de ser ahorcados―, las fugas para reunirse con sus mujeres y sus hijos y las protestas violentas, sobre todo de las gitanas presas, forzaron a que el nuevo rey Carlos III, una vez destituido Ensenada por su antecesor en el trono en 1754, aprobara en 1763 un indulto ―«algo poco frecuente en el Antiguo Régimen», apostilla José Luis Gómez Urdáñez― y que algunos ministros comenzaran a cuestionar la política que se había aplicado hasta entonces y que culminaría con la promulgación Pragmática Sanción de 1783.
Pero la compleja administración absolutista debía primero resolver el problema de su reubicación lo que supuso un atasco burocrático de dos años más, para desesperación de los gitanos presos, que no cesaron de reclamar la libertad, e inquietud de los militares, hasta tal punto que el rey ordenó acelerar los trámites y dio órdenes de finalizar el asunto. El 6 de julio de 1765, dieciséis años después de la redada, la secretaría de Marina emitió orden de liberar a todos los presos, orden que hacia mediados de mes ya se habría cumplido en todo el reino. En el arsenal de Cartagena, un total de setenta y cinco gitanos fueron puestos en libertad, doce de ellos con destino a Alcira. Sin embargo, éstos no fueron los últimos, pues el 16 de marzo de 1767 los dos gitanos que hasta entonces se hallaban como capataces en los trabajos del camino de Guadarrama fueron liberados. Cuando en 1772 se sometió a deliberación una nueva legislación sobre gitanos, en el preámbulo se mencionaba la redada de 1749. Carlos III solicitó que fuera retirada esa mención, pues «hace poco honor a la memoria de mi hermano» . (refiriéndose a Fernando VI).
Ensenada también fue «indultado» por Carlos III y pudo volver a la corte, pero en 1766 fue desterrado de nuevo, «esta vez a Medina del Campo, irónicamente la ciudad donde los Reyes Católicos habían firmado en 1499 la primera pragmática contra los gitanos, aquella que ordenaba que les cortaran las orejas».